# Kanton Bollène
Kanton Bollène is een kanton van het Franse departement Vaucluse. Kanton Bollène maakte deel uit van het arrondissement Avignon, maar werd op 1 januari 2017 geheel overgeheveld naar het arrondissement Carpentras. In 2018 telde het 31.193 inwoners.

## Gemeenten
Het kanton Bollène omvat de volgende 7 gemeenten:
- Bollène : 14 130 inwoners (hoofdplaats)
- Lagarde-Paréol : 297 inwoners
- Lamotte-du-Rhône : 416 inwoners ( Lamotte)
- Lapalud : 3 267 inwoners ( La Palud)
- Mondragon : 3 363 inwoners
- Mornas : 2 209 inwoners
- Sainte-Cécile-les-Vignes : 2 100 inwoners ( Sainte-Cécile)

Door de herindeling van de kantons bij decreet van 25 februari 2014, met uitwerking op 22 maart 2015, werden daar volgende 2 gemeenten aan toegevoegd:
- Sérignan-du-Comtat
- Uchaux